# Russo-Báltica

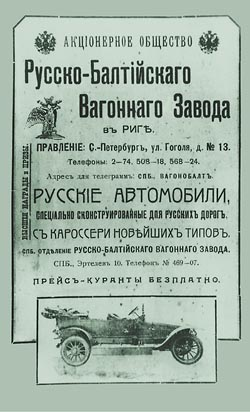
Panfleto da
Russo-Báltica, ~1910.

A fábrica Russo-Báltica, foi uma das primeiras empresas russas que produziu automóveis e aviões, entre 1909 e 1919.
Fundada em 1869 como subsidiária da empresa germano/holandesa Van der Zypen und Charlier, para a produção de vagões de trens. Localizada originalmente em Riga, com o advento da Primeira Guerra Mundial, em 1915 ela foi fragmentada e teve os setores transferidos para Tver, Moscou e São Petersburgo.

## Histórico

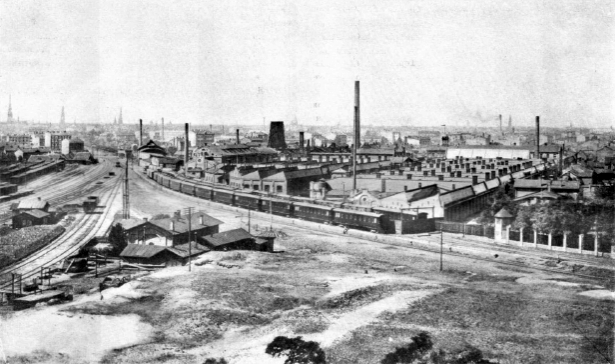
Vista geral da fábrica em 1909.

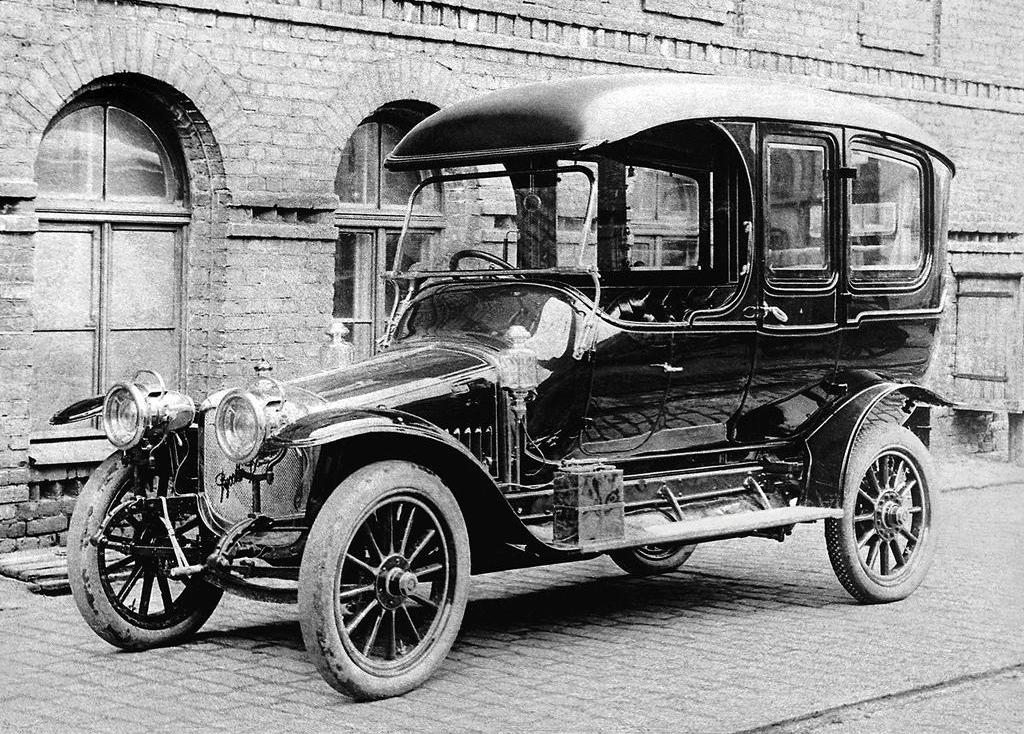
Um modelo C24-40 de 1913.

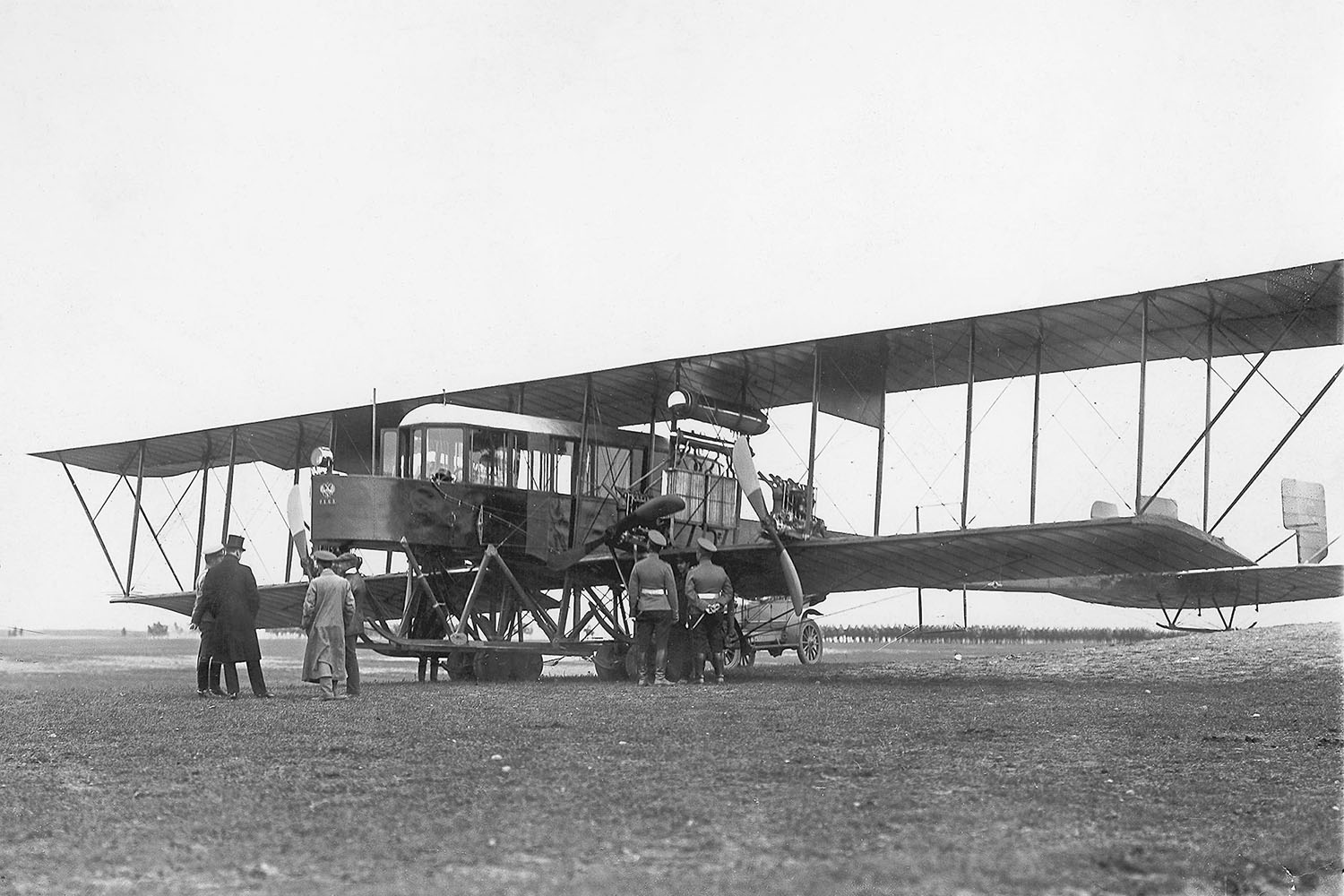
Um Sikorsky Russky Vityaz 1913.

A Fábrica de Vagões Russo-Báltica (em russo: Русско-Балтийский вагонный завод - RBVZ) foi fundada no ano de 1874 em Riga, na época o maior centro industrial do Império Russo. Originalmente, uma subsidiária da empresa alemã Van der Zypen & Charlier. Em 1894, a maior parte de suas ações foi vendida para investidores russos e locais (germano-bálticos). A companhia prosperou e chegou a ter 3.800 empregados. Em 1915, devido à Primeira Guerra Mundial, a fábrica foi evacuada para a Rússia.
Entre 1909 e 1915, a RBVZ produziu carros. Depois da Revolução Russa de 1917, uma segunda fábrica foi aberta em São Petersburgo, onde eram produzidos carros armados sobre chassis produzidos em Riga. Em 1922, a produção foi deslocada de São Petersburgo para a BTAZ em Moscou. A Russo-Báltica também produziu ônibus e caminhões. Seus produtos eram em maior ou menor grau, cópias dos veículos da empresa alemã Rex-Simplex ou da belga Fondu Trucks.
No início de 1912 o diretor da companhia, M. V. Shidlovsky, contrtou Igor Sikorsky (então com 22 anos), como engenheiro chefe da nova divisão de aviões da RBVZ em São Petersburgo. Os aviões de Sikorsky haviam ganho recentemente uma competição de aviões militares em Moscou. Ele trouxe vários engenheiros com ele, e concordou em ceder os direitos dos seu projetos à RBVZ pelos próximos cinco anos.
Esse grupo produziu rapidamente uma série de aviões, entre eles os S-5, S-7, S-9, S-10 (1913), S-11, S-12, S-16 (1915), S-20 (1916), Russky Vityaz (The Grand) (1913), uma série chamada Il'ya Muromets iniciando em 1913, e o Alexander Nevsky (1916).
Com isso, em 1914, Shidlovsky foi nomeado comandante do recém formado EVK ("Eskadra vozdushnykh korablei"), (ou literalmente "esquadrão de naves voadoras"). Estes esquadrão voou bombardeiros Il'ya Muromets durante a Primeira Guerra.
A "Revolução Russa de 1917" encerrou as atividades de fabricação de aviões. Sikorsky foi para a França em 1918. Shidlovsky e seu filho foram presos em 1919, quando tentavam ir para a Finlândia, e foram mortos.
Hoje em dia, em Riga na Letônia, existe uma companhia chamada Russo-Balt, que fabrica trailers.

## Produtos

### Carros

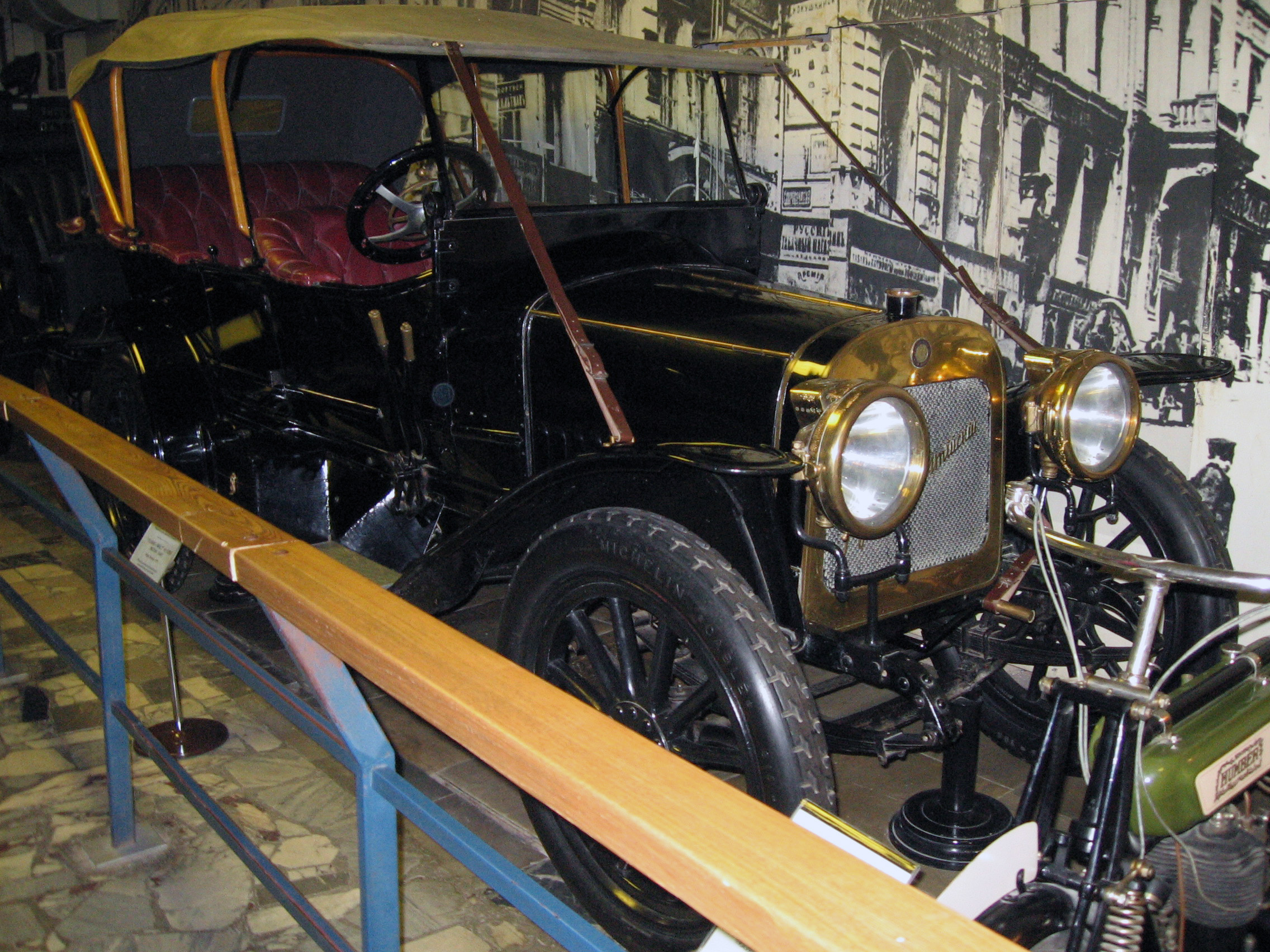
Um dos carros da Russo-Báltica em exposição em Moscou.

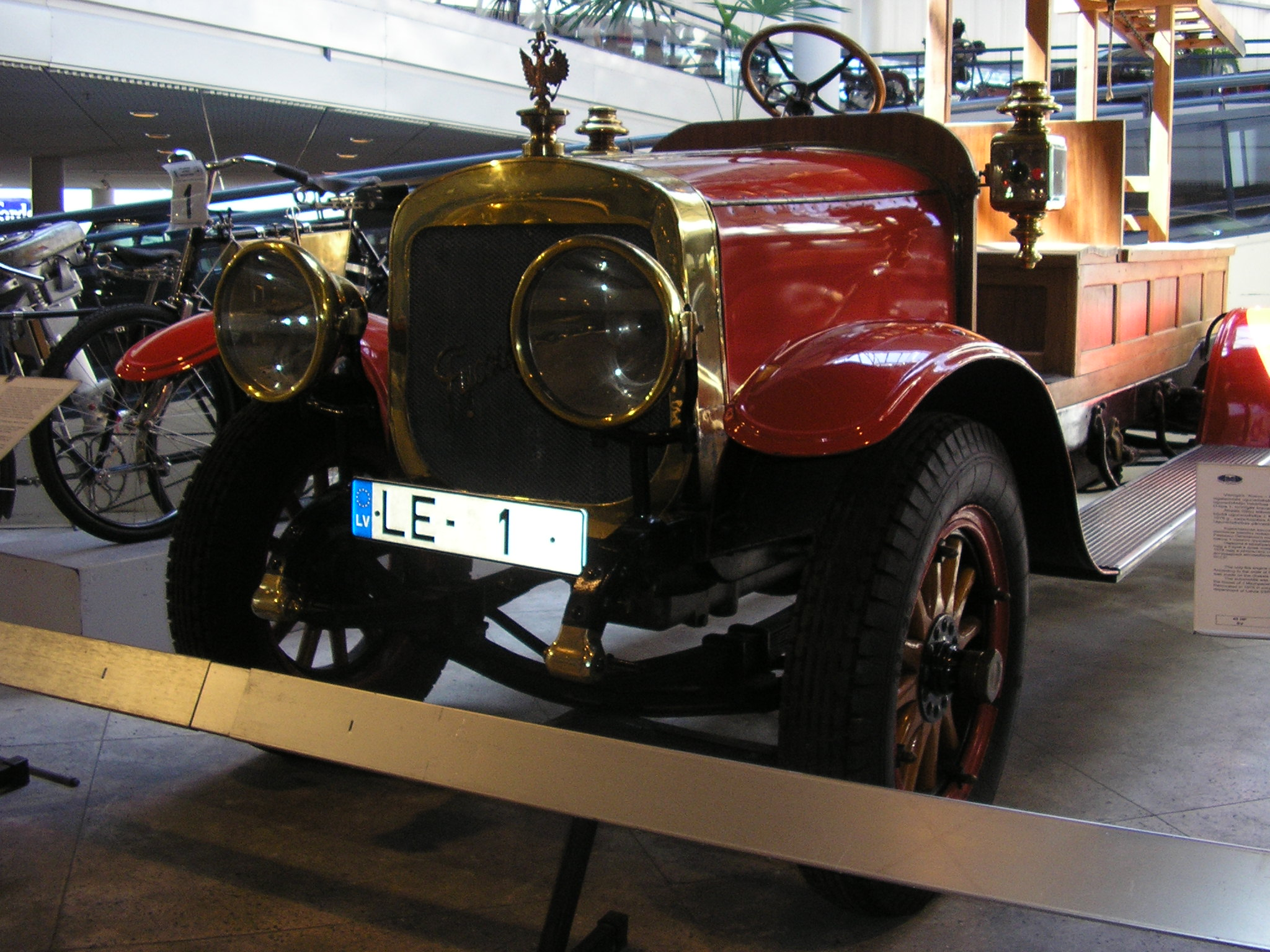
Um caminhão de bombeiros da Russo-Báltica de 1912.

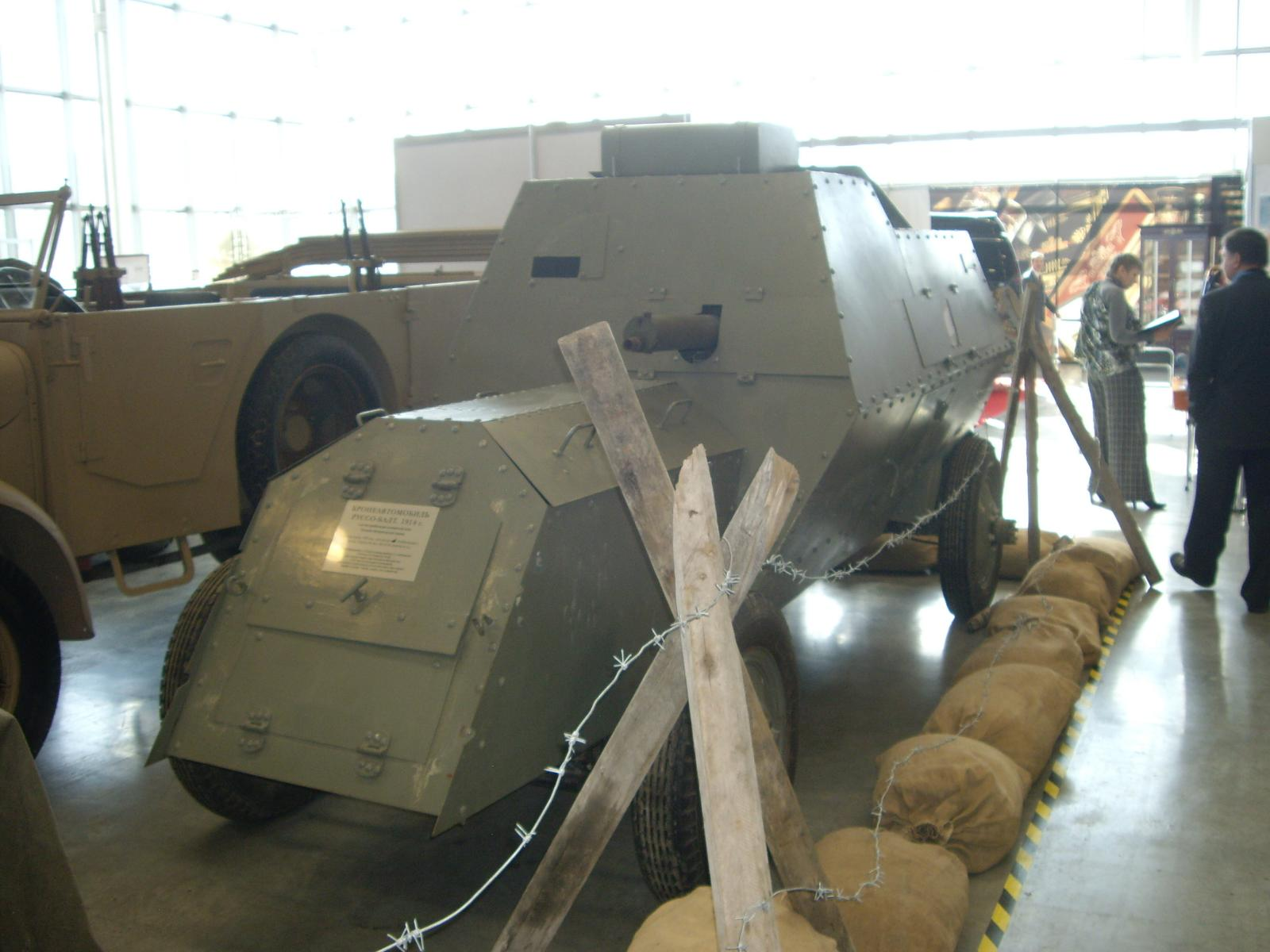
Um carro armado da Russo-Báltica em exposição.

- 24-30 (1909)
- Type C (1909)
  - C24-30 (1909)
    - C24-30 Faeton (≥ 1909)
    - Landole C24-30 (1909)

  - C24-40 (1913)
  - C24-50 (1909/'10/'1/'2)
  - C24-58 (1909/'10/'1/'2/'3)
- Type K (1909)
  - K12-20 (1909)
- Type E (1914)
- Impression (2006)

### Veículos militares
- Type C (1912) (baseado no modelo normal)
- Versões blindadas de diferentes modelos (1914)

### Caminhões
- Type D (1912)
- Type M (1913)
- Type T (1913)

### Aviões
- Sikorsky S-1
- Sikorsky S-2
- Sikorsky S-3
- Sikorsky S-4
- Sikorsky S-5
- Sikorsky S-6
- Sikorsky S-7
- Sikorsky S-8
- Sikorsky S-9
- Sikorsky S-10
- Sikorsky S-11
- Sikorsky S-12
- Sikorsky S-13
- Sikorsky S-14
- Sikorsky S-15
- Sikorsky S-16
- Sikorsky S-17
- Sikorsky S-18
- Sikorsky S-19
- Sikorsky S-20
- Sikorsky Russky Vityaz (S-21)
- Sikorsky Ilya Muromets (S-22, S-23, S-24, S-25, S-26 e S-27)